# Đại học Chile
Đại học Chile (tiếng Tây Ban Nha: Universidad de Chile) là tổ chức giáo dục lớn nhất và lâu đời nhất ở Chile và một trong những tổ chức giáo dục lâu đời nhất ở châu Mỹ. Được thành lập năm 1842 là sự thay thế và tiếp tục của trường đại học thuộc địa, Đại học Hoàng gia San Felipe (1738) (tiếng Tây Ban Nha: Real Universidad de San Felipe), trường đại học này thường được gọi là Casa de Bello (Nhà của Bello) để vinh danh hiệu trưởng đầu tiên của mình, Andrés Bello. Đáng chú ý về trường đại học này là họ có hai cựu sinh viên đoạt giải Nobel (Pablo Neruda và Gabriela Mistral) và hai mười thủ quốc gia trong nhiều người nổi tiếng khác từ trường đại học này.
Hơn 24.000 sinh viên đại học và 6000 nghiên cứu sinh sau đại học (thời điểm 2009), học tập ở 5 cơ sở ở Santiago. Nó được coi là một trường đại học đa ngành, bao hàm nhiều lĩnh vực nghiên cứu học thuật, là trung tâm nghiên cứu chính ở Chile, chiếm 37% các ấn phẩm khoa học (ISI) của Chile [3]. Thep xếp hạng thế giới các trường đại học của Đại học Jiao Tong Thượng Hải (Trung Quốc) và của Liên minh châu Âu, trường này được công nhận trong số các trường đại học tốt nhất ở Mỹ Latinh và là trường đại học hàng đầu của Chile  Trong bảng xếp hạng được thực hiện bởi các tờ báo Anh "Higher Education Supplement" (THES) thuộc The Times, trường này nằm trong các trường đại học tốt nhất ở Mỹ Latinh và thứ hai ở nước này.
Trong bảng xếp hạng của năm 2009 do tạp chí AméricaEconomía, đại học Chile đã giành vị trí đầu tiên ở cấp quốc gia   còn theo bảng xếp hạng Webometrics (2009), trường được đặt ở vị trí số một Chile, thứ tư ở Mỹ Latinh và thứ 229 trên toàn thế giới  Ngoài ra, theo xếp hạng thực hiện các bài báo khoa học, xuất bản năm 2008 của Hội đồng Đánh giá và Kiểm định giáo dục đại học của Đài Loan, trường xếp vị trí số 1 tại Chile và thứ 374 trên toàn thế giới.

## Các khoa
- Khoa Kiến trúc và thành thị
- Khoa Kinh tế và Kinh doanh
- Khoa Triết học và Nhân văn
- Khoa Luật
- Khoa Khoa học
- Khoa Nông nghiệp
- Khoa Khoa học Vật lý và Toán học
- Khoa Lâm nghiệp và Bảo tồn Thiên nhiên
- Khoa Hóa học và Dược phẩm
- Khoa Khoa học Xã hội
- Khoa Khoa học thú y và Chăn nuôi
- Khoa Y học
- Khoa Nha
- Khoa Nghệ thuật